# St Peter’s Church (Buckie)

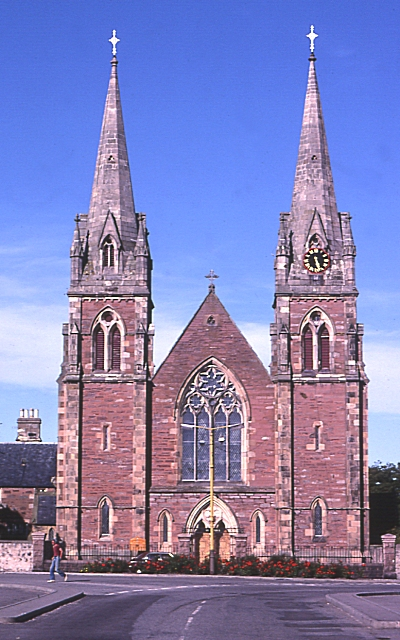
St Peter’s Church

Die St Peter’s Church, lokal auch fälschlich Buckie Cathedral, ist ein römisch-katholisches Kirchengebäude in der Ortschaft Buckie in der schottischen Council Area Moray. 1972 wurde das Bauwerk in die schottischen Denkmallisten in der höchsten Denkmalkategorie A aufgenommen.

## Geschichte
Nach der schottischen Reformation wurde römisch-katholischen Gemeinden mit Argwohn, teils mit Feindseligkeit begegnet. Der regional vorherrschende Clan Gordon verblieb jedoch beim römisch-katholischen Glauben. Mit der drei Kilometer südlich von Buckie gelegenen St Gregory’s Church entstand in den 1790er Jahren das erste nicht-versteckte katholische Kirchengebäude nach der Reformation. 1834 wurden alleine in Buckie jedoch rund 400 Katholiken gezählt, welche die St Gregory’s Church nutzten.
Mit einem Gesetz aus dem Jahre 1832 war das Lesen römisch-katholischer Messen wieder erlaubt worden. Um 1835 wurde ein Gebäude angemietet, in dem eine Kapelle eingerichtet wurde. Im Jahre 1850 trat Bischof James Kyle mit William Gordon, 9. Baronet, of Letterfourie in Verhandlungen über den Bau einer Kirche in Buckie. Der Kirche wurde daraufhin ein Landstück zum Bau eines Kirchengebäudes, eines Pfarrhauses sowie einer Schule zur Verfügung gestellt. Nach der Grundsteinlegung im Jahre 1851 wurde die St Peter’s Church 1857 fertiggestellt. 1907 wurden im Innenraum Ergänzungen vorgenommen. 1947 und 1991 wurde der Innenraum überarbeitet.

## Beschreibung
Die St Peter’s Church steht am Kopf der St Peter’s Road westlich des Zentrums von Buckie. Das Gebäude aus rotem Sandstein mit kontrastierenden hellen Einfassungen und Ecksteinen ist neogotisch ausgestaltet. Das Spitzbogenportal ist mit Trumeaupfeiler ausgeführt. Darüber ist ein weites Maßwerk eingelassen. Markant sind die flankierenden Glockentürme mit quadratischen Grundrissen. Sie sind mit Lanzettfenstern und im zweiten Obergeschoss mit kleinen Maßwerken ausgeführt. Am Fuße der oktogonalen Helme ragen Pinakel auf. Die Helme sind mit Lukarnen ausgeführt.
Das Langhaus der dreischiffigen Kirche ist fünf Achsen weit. Die Seitenschiffe sind schmucklos. Im Obergaden sind Spitzbogenfenster zu Drillingen gekuppelt. Der Chor ist etwas niedriger ausgeführt. Es sind an den Seiten Drillingsfenster und giebelseitig eine Fensterrose eingelassen. Das Dach ist schiefergedeckt.